# Kony 2012
Kony 2012 es un documental creado por Invisible Children Inc. que se convirtió en un fenómeno de Internet. El video tenía por propósito el promover la obra de caridad Stop Kony ("Detengan a Kony"), cuya finalidad era convertir al criminal de guerra ugandés Joseph Kony en una personalidad reconocida internacionalmente y en última instancia lograr su arresto antes de finalizar el año 2012.
A mediados de 2013, la película contaba con más de 11,7 millones de visitas en Vimeo, y más de 98 millones de visitas en el sitio web de videos YouTube, con visualización de otra procedente de una central "Kony2012", sitio web operado por Invisible Children. La intensa exposición del video chistoso a la vez, hizo que la página web colapsara "Kony 2012" poco después de que comenzó a ganar popularidad. El video también ha tenido el apoyo de una serie de celebridades como Rihanna, Taylor Swift, Christina Milian, Nicki Minaj, Bill Gates y Kim Kardashian. El 20 de abril de 2012 y como parte de la campaña, los seguidores se colocaron carteles que promovían Kony 2012 en sus lugares de origen y viajeros. Invisible Children ofrecía los carteles en su tienda en línea en un intento por obtener un reconocimiento más amplio sobre el tema. También crearon equipos de acción que incluían botones de campaña, carteles, pulseras y pegatinas para ayudar a crear conciencia. Esto lo ha llevado a ser un personaje conocido a nivel mundial, principalmente en Estados Unidos, país en el cual ha alcanzado más notoriedad.
El 5 de abril de 2012, Invisible Children colgó en YouTube un segundo video, titulado "KONY 2012: Part II - Beyond Famous" ("KONY 2012: Parte II - Más allá de la fama"), en el que se explicaba con mayor profundidad los objetivos y métodos de la campaña, respondiendo a su vez -de forma en gran medida indirecta- a las críticas recibidas por la campaña desde su comienzo.

## Sinopsis
El film documenta los planes, hechos y esfuerzos de la organización Invisible Children Inc. para conseguir el arresto de Joseph Kony. El documental ofrece descripciones de las acciones guerrilleras llevadas a cabo por el Ejército de Resistencia del Señor liderado por Kony y la región donde las han utilizado (Norte de Uganda, República Democrática del Congo y Sudán del Sur). Una de las personas más prominentes del video es un joven ugandés llamado Jacob, cuyo hermano fue asesinado por el grupo guerrillero. En respuesta, Jason Russell, director y fundador de Invisible Children, prometía a Jacob que ayudaría a traer a Kony ante la justicia. El film aboga por la detención del reclutamiento forzado de menores y la restauración del orden social. Entrelazado con lo anterior el video contiene segmentos del hijo de Jason Russell, Gavin. Las explicaciones dadas a Gavin sobre la situación en el África Central sirven también como exposición de la situación para el público.

## Polémicas
Después de varias semanas del video en YouTube en línea, se hicieron varias respuestas en video de diferentes usuarios diciendo que todo esto era falso, alegando que Kony había muerto varios años atrás y que la compañía Invisible Children era solo para sacar dinero y la intervención de EE. UU. era para quitarles su petróleo.
El 15 de marzo de 2012, Russell fue detenido por la policía de San Diego (California) y llevado a un hospital local después de aparecer vandalizando automóviles y hacer gestos sexuales después de quitarse la ropa interior. La policía dijo que no estaba arrestado, solamente detenido y hospitalizado. Su esposa explicó que él se vio afectado por las críticas del filme, "porque debido a la forma personal del filme es que muchos de los ataques en su contra eran también muy personal, y Jason lo tomó muy duro". Según un breve comunicado emitido por Invisible Children, Russell estaba exhausto tras la carga emocional de la tormenta mediática en torno a Kony 2012. De acuerdo con un comunicado de la familia, el diagnóstico oficial fue "trastorno psicótico breve, un estado agudo provocado por el agotamiento extremo, el estrés y la deshidratación".
El documental de DW La incursión estadounidense en África, de 2019, se basa en una investigación sobre la hipótesis de cómo el video y el accionar de Invisible Children Inc. se utilizó para justificar una intervención del ejército de Estados Unidos a fin de proteger intereses económicos en África Central. También demuestra la relación de la organización y grupos integristas cristianos de Estados Unidos, de los que reciben financiamiento a través de donanciones.